# Блитвина
Блитвина (лат. Plumbago europaea) је вишегодишња  биљка из фамилије Plumbaginaceae. Ово је једина врста из рода Plumbago која расте на територији Републике Србије. У Правилнику о проглашењу и заштити строго заштићених и заштићених дивљих врста биљака, животиња и гљива наводи се као строго заштићена врста Републике Србије.

## Опис врсте
Блитвина је полужбунаста биљка са добро развијеним, одрвенелим кореном. Стабљика је висине до 120 cm, јако разграната. На стабљици се налазе наизменично распоређени листови. Доњи листови се налазе на кратким дршкама док су средњи и горњи седећи и орбазују ушасте режњеве који обавијају стабљику. На горњим гранама стабљике се налазе цветови груписани у класасту цваст. Цветови при основи имају две брактеје. Чашица је изграђена од зељастих сраслих листића са израженим жлезданим длакама. Круница изграђена од сраслих листића који формирају цев која надвисује чашицу. Слободни делови крунице благо зашиљени, плавољубичасти. Врста цвета у јулу и августу.

## Распрострањење
Врста је распрострањена у Средоземљу, југоисточној Европи, Малој Азији, Блиском истоку, Туркменистану и Закавказју. Расте на каменитим местима на карбонатној и силикатној подлози, до 1000 m н.в. У Србији је забележена у околини  Бујановца, Прешева и на Рујану.

## Употреба
Листови и корен блитвине се од давнина користе у народној медицини у Ираку, Ирану и Палестини као терапеутско средство против брадавица, рака, артритиса и дисменореје. Такође у шпанској народној медицини листови се користе против жуљева, пликова, повреда, док у италијанској народној медицини за лечење херпеса и дерматитиса. У ветеринарској медицини се користи као цикатризант и средство против паразита.
  
.